# Provinz Gran Chaco
Gran Chaco ist eine Provinz im östlichen Teil des Departamento Tarija im südamerikanischen Anden-Staat Bolivien.

## Autonomie
Per Referendum am 6. Dezember 2009 hat sich die Provinz Gran Chaco als erste Autonome Region von Bolivien erklärt, der Región Autónoma Chaco Tarijeño. Die Region ist durch die schwer überwindbaren Voranden vom Hauptort Tarija weitgehend abgeschnitten und unterscheidet sich als weitläufiges Tiefland erheblich vom Rest des Departamentos.
Separatisten der Provinz strebten sogar die völlige Eigenständigkeit der Region an, sodass der Autonomiestatus einen Kompromiss darstellt. Im Gran Chaco von Tarija befinden sich große Erdgasvorkommen, deren Ausbeutung in dem noch vor einigen Jahrzehnten fast unbewohnten Gebiet zur Bildung von Städten geführt hat.
Der Autonomiestatus hatte auch zur Folge, dass die Provinz einen überproportional großen Anteil an den staatlichen Erträgen der Erdgasausbeutung erhält. Die Mittel werden zu einem guten Teil an die Landkreise weitergeleitet. Entsprechend stehen den lokalen Verwaltungen im Vergleich zu früher vielfach höhere Budgets für öffentliche Investitionen zur Verfügung. Seit 2010 werden erhebliche Mittel in den Bau von Infrastruktur, Schulen, Marktgebäuden, Sportanlagen und Krankenhäuser gesteckt.

## Wirtschaft
Neben der Erdgas-Industrie spielt vor allem die Vieh- und Landwirtschaft und zu einem kleineren Teil der Tourismus eine Rolle. Anziehungspunkte sind der fischreiche Pilcomayo-Fluss, der Grenzhandel bei Yacuiba, die Folklore-Veranstaltungen sowie die Serranía Aguaragüe im Westen.
Im ganzen Departamento allgegenwärtig ist der im Gran Chaco produzierte Käse, darunter der typische weiße und salzige Queso Chaqueño und lokale Varianten wie den Queso Caizeño. Er wird in großen Blöcken vertrieben, auf allen Märkten von Verkäufern zum Probieren feilgeboten und gehört in vielen Familien als fester Bestandteil zum Nachmittagstee.

## Lage
Die Provinz Gran Chaco ist eine von sechs Provinzen im Departamento Tarija. Sie liegt zwischen 21° 00' und 22° 17' südlicher Breite und zwischen 62° 16' und 64° 18' westlicher Länge.
Die Provinz grenzt im Norden an das Departamento Chuquisaca, im Nordwesten an die Provinz Burnet O’Connor, im Südwesten an die Provinz Aniceto Arce, im Süden an die Republik Argentinien, und im Osten an die Republik Paraguay.
Die Provinz erstreckt sich über eine Länge von 200 Kilometern in Nord-Süd-Richtung und über 200 Kilometer in Ost-West-Richtung.

## Bevölkerung
Die Einwohnerzahl der Provinz Gran Chaco ist innerhalb von drei Jahrzehnten auf mehr als das Doppelte angestiegen:
| Jahr | Einwohner | Quelle       |
| ---- | --------- | ------------ |
| 1992 | 74 612    | Volkszählung |
| 2001 | 116 318   | Volkszählung |
| 2012 | 147 164   | Volkszählung |
| 2024 | 159 237   | Volkszählung |

41,9 Prozent der Bevölkerung sind jünger als 15 Jahre. 98,4 Prozent der Bevölkerung sprechen Spanisch, 11,5 Prozent Quechua, 3,0 Prozent Aymara, und 2,7 Prozent Guaraní. Daneben lebt eine bedeutende Mennoniten-Gemeinde in der Provinz, die ihre Sprache und Sitten bewahrt.
19,1 Prozent der Erwerbstätigen arbeiten in der Landwirtschaft, 1,4 Prozent im Bergbau, 8,3 Prozent in der Industrie, 71,2 Prozent im Dienstleistungssektor (2001).
86,8 Prozent der Einwohner sind katholisch, 9,4 Prozent sind evangelisch (1992).
Noch im Jahr 1992 hatten 50,7 Prozent der Bevölkerung keinen Zugang zu Elektrizität und 41,1 Prozent lebten ohne sanitäre Einrichtung. Diese Situation hat sich im Zuge der Urbanisierung und des zunehmenden Wohlstands grundlegend geändert. Allein in der Region Yacuiba stieg die Anzahl der Stromanschlüsse auf 25.152 (2014), in der Region Villamontes auf 10.973 (2014).

## Gliederung
Die Provinz gliedert sich laut der letzten Volkszählung von 2024 in die folgenden drei Verwaltungsbezirke (bolivianisch „Municipios“):
- 06-0301 Municipio Yacuiba (4.058 km²) im südlichen Teil der Provinz – 97.577 Einwohner – 24,05 Einwohner/km²
- 06-0302 Municipio Caraparí (2.743 km²) im südwestlichen Teil der Provinz – 15.650 Einwohner – 5,71 Einwohner/km²
- 06-0303 Municipio Villamontes (10.699 km²) im nördlichen und östlichen Teil der Provinz – 46.010 Einwohner – 4,30 Einwohner/km²

## Ortschaften in der Provinz Gran Chaco
- Municipio Yacuiba
  - Yacuiba 61.844 Einw. – Campo Grande 2246 Einw. – Villa El Carmen 1813 Einw. – Palmar Chico 1766 Einw. – El Brial 1405 Einw. – San Isidro 1346 Einw. – Yaguacua 1323 Einw. – Lapachal Alto 1039 Einw. – Tierras Nuevas 1039 Einw. – Campo Pajoso 1012 Einw. – Crevaux 985 Einw. – Sanandita 712 Einw. – Independencia La Grampa 642 Einw. – Sachapera 561 Einw. – La Grampa 556 Einw. – Caiza „J“ 502 Einw. – Bagual 327 Einw. – Villa Ingavi 175 Einw.

- Municipio Caraparí
  - Caraparí 3549 Einw. – Loma Alta 910 Einw. – San Alberto 672 Einw. – Saladillo 390 Einw. – Campo Largo 341 Einw. – Itaú 319 Einw. – Acheral 124 Einw. – Gutiérrez 88 Einw.

- Municipio Villamontes
  - Villamontes 30.228 Einw. – Tiguipa 785 Einw. – Puesto Uno 558 Einw. – Taraíri 553 Einw. – Ibibobo 388 Einw. – Caigua 378 Einw. – Palmar Grande 256 Einw.